# Copa Rio Branco 1932
Copa Rio Branco 1932 – mecz towarzyski o puchar Rio Branco odbył się po raz drugi w 1932 roku. W spotkaniu uczestniczyły zespoły: Urugwaju i Brazylii.

## Mecze
| 4 grudnia Montevideo |  | Urugwaj | 1 | - | 2 | Brazylia |

Triumfatorem turnieju Copa Rio Branco 1932 został zespół Brazylii.
Poprzednim turniejem tej serii był Copa Rio Branco 1931, a następnym Copa Rio Branco 1940.